# Filialkirche Tenneck

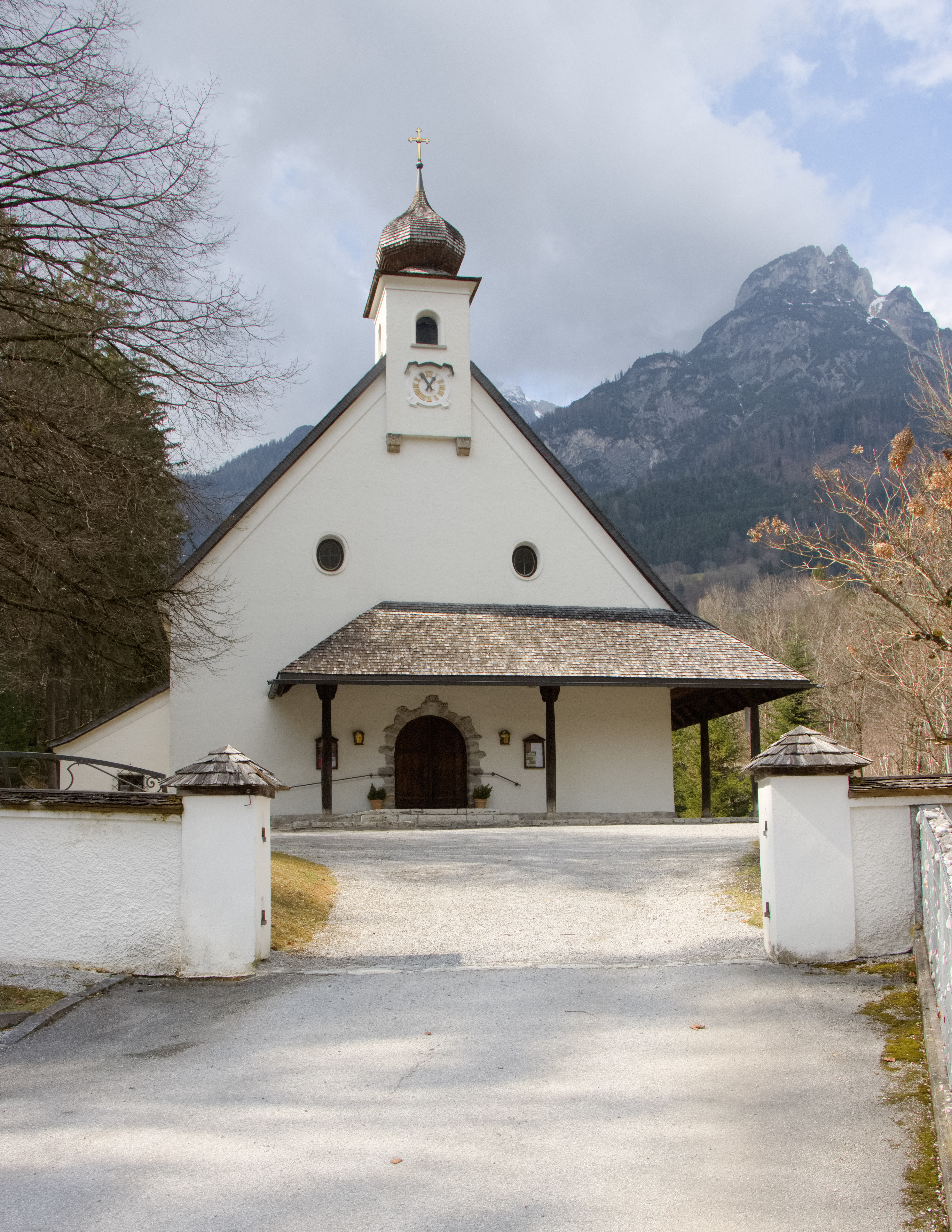
Filialkirche Tenneck

Die Filialkirche Tenneck in der Ortschaft Tenneck in der Gemeinde Werfen ist eine römisch-katholische Filialkirche der Pfarre Werfen im Bezirk St. Johann im Pongau im Bundesland Salzburg. Sie ist der heiligen Barbara geweiht und steht unter Denkmalschutz (Listeneintrag).

## Geschichte
Seit langer Zeit liegt nordwestlich von Werfen der von Eisenindustrie geprägte Ort Tenneck. 1770 ließ der Fürsterzbischof von Salzburg Sigismund von Schrattenbach einen Hochofen sowie ein Hammerwerk errichten. Dieses stand am heutigen Standort des Eisenwerkes Sulzau-Werfen. Der Hochofenbetrieb wurde 1960 eingestellt, jedoch konnte ab 1965 durch die Arbeitsaufnahme des heutigen Eisenwerkes die Industrie im Ort gesichert werden. Da in dieser Region viele Bergleute und Hochofenarbeiter lebten, wurde der Gottesdienst zunächst in der Gefolgschaftsbaracke des Eisenwerkes abgehalten, die jedoch bald zu klein wurde. Mit der Unterstützung von Rolf Weinberger, der das Grundstück zur Verfügung stellte, und durch Spenden der Eisenarbeiter wurde am Eingang des Blühnbachtales in den Jahren 1953 bis 1954 eine Kirche errichtet. Die Kirche wurde vom Salzburger Architekten Alfred Diener kostenlos geplant. Das Gotteshaus wurde am 24. Oktober 1954 von Erzbischof Andreas Rohracher der heiligen Barbara, der Schutzheiligen der Bergarbeiter, geweiht und der Pfarre Werfen unterstellt.

## Kirchenbau
Die Kirche ist ein schlichter Rechteckbau mit rund abgeschlossenem Chor. Das Dach ist schindelgedeckt und auf dem Dachreiter ist ein Zwiebelhelm.

## Ausstattung

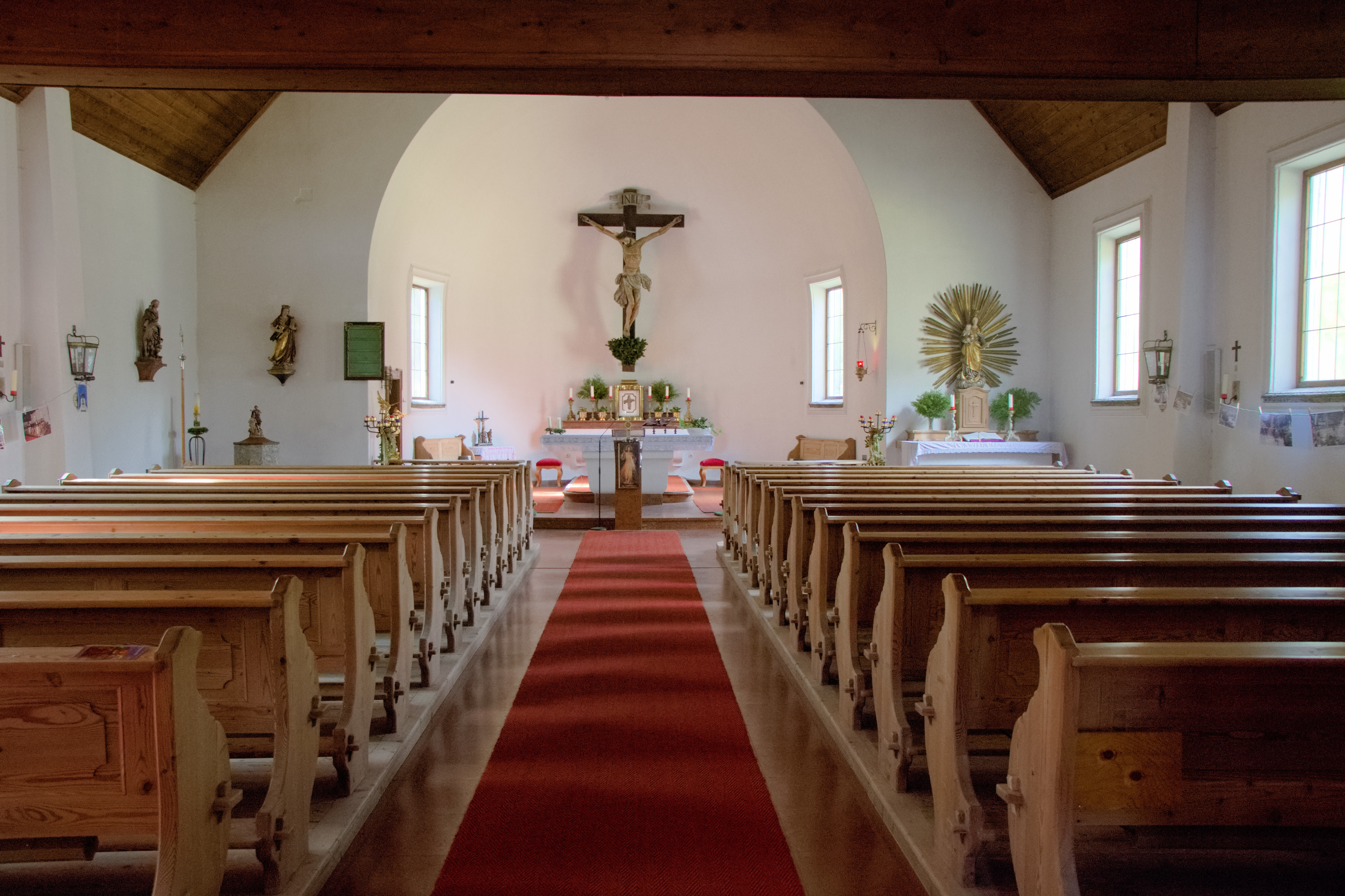
Innenraum

Über dem Tabernakel befindet sich ein barockes, lebensgroßes Kruzifix aus dem 18. Jahrhundert. Dieses stammt aus dem Kapuzinerkloster Werfen. Über der gemauerten Kanzel ist eine barocke Statue der heiligen Barbara angebracht, die auf einer Konsole steht. Über dem rechten Seitenaltar befindet sich eine barocke Figur der heiligen Maria mit Kind vor einem Strahlenkranz.
Die elektronische Orgel stammt von Erwin Pienert, die Glocke im Dachreiter aus der Glockengießerei Oberascher in Salzburg. Das Eisengitter aus dem Jahr 2002 schuf der Künstler Rudolf Rehrl.